# Aegidientorplatz 1

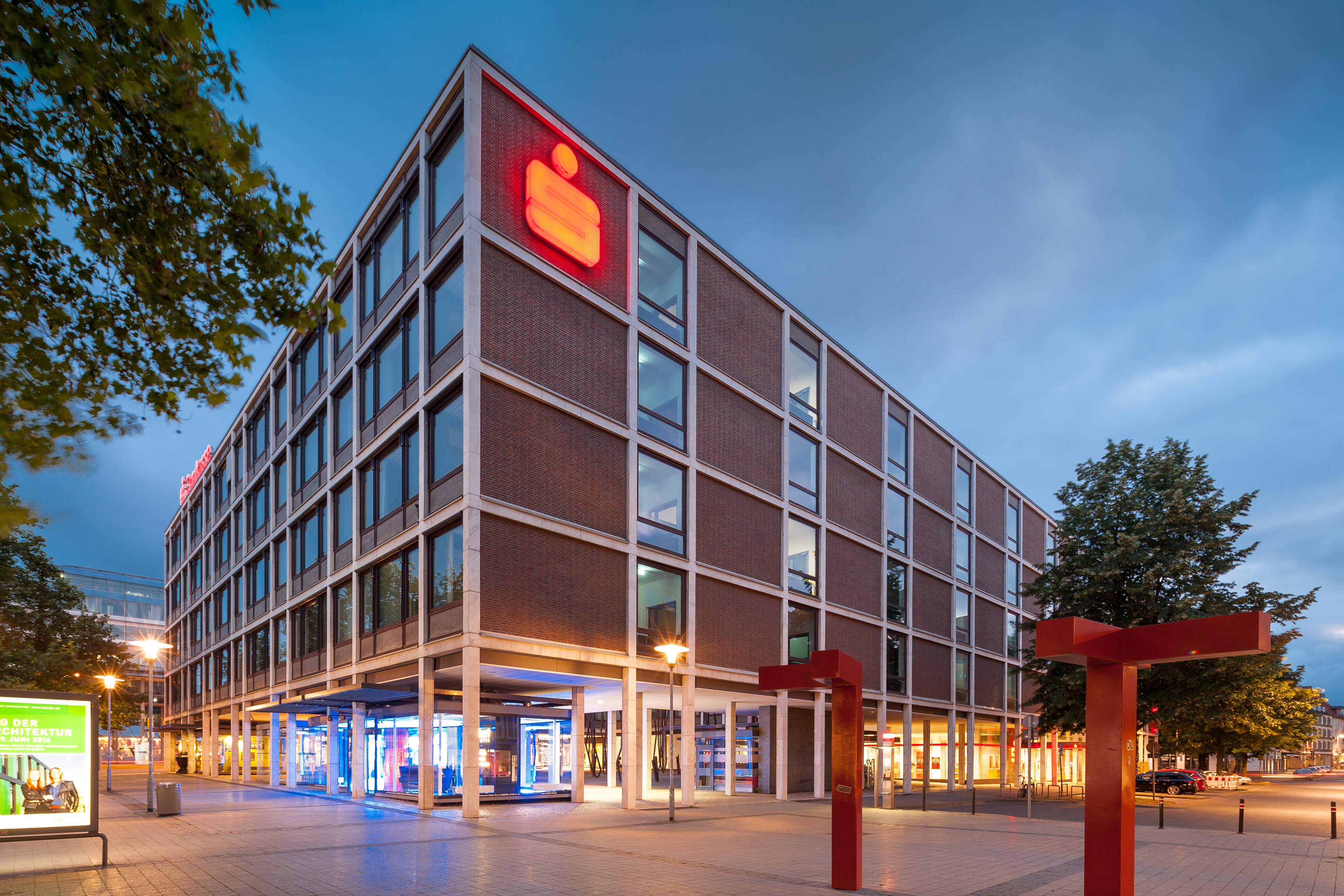
Das Gebäude Aegidientorplatz 1 mit dem Logo der Sparkasse, davor die Winkelelemente des Künstlers Günter Tollmann

Das Gebäude Aegidientorplatz 1 in Hannover ist ein denkmalgeschütztes Bürogebäude der späten 1950er Jahre und aktuell (Stand: Februar 2018) Sitz mehrerer Einrichtungen der Landeshauptstadt Hannover. Standort des Hauses im hannoverschen Stadtteil Mitte ist das Quartier zwischen Aegidientorplatz, Friedrichswall, Breite Straße und Georgswall.

## Geschichte und Beschreibung
Das Gebäude wurde über Flächen der ehemaligen ab 1748 begonnenen Stadterweiterung Aegidienneustadt errichtet, die im Zweiten Weltkrieg durch die Luftangriffe auf Hannover weitgehend zerstört worden war und deren Reste zur Zeit des Wirtschaftswunders unter anderem dem Durchbruch des Friedrichwalls im Verlauf des neu konzipierten „Cityrings“ zum Opfer fielen.
In den Jahren 1958 bis 1959 errichteten die Architekten Walter und Hardt-Waltherr Hämer gemeinsam mit Fritz Eggeling und Felix zur Nedden nun, als Abschluss und bedeutendsten Teil der damaligen Umgestaltung des Aegidientorplatzes, für die Magdeburger Versicherung das fünfgeschossige Bürogebäude in Skelettbauweise mit zwei Innenhöfen. Nach dem Einzug der ehemaligen Kreissparkasse Hannover im Jahr 1980 wurde vor der Gebäudeecke an der Straße Breite Straße die Stahlplastik Winkelelemente des Künstlers Günter Tollmann aufgestellt. 1994 wurde der westliche Innenhof zu einer glasgedeckten Schalterhalle umgebaut, während der östliche Innenhof, der an drei Seiten von frei zwischen den Stützen errichten „Ladenpavillons“ eingefasst wird, öffentlich zugänglich blieb. In diesem dem Aegidientorplatz zugewandten Innenhof errichtete der Künstler Robert Schad 1996 seine Stahlskulpturengruppe In Vent.
Nachdem 2003 die Sparkasse Hannover Einzug in das 20.000 m² Büro-, Einzelhandels- und Gastronomiefläche umfassende Haus gehalten hatte, verkaufte sie das Gebäude 2014 an die Unternehmensgruppe des Präsidenten des Hannoverschen Rennvereins Gregor Baum, die Baum-Holding. Während der neue Eigentümer ein „hochwertiges und nachhaltiges Nutzungskonzept“ für das Gebäude entwickeln will, beabsichtigt die Sparkasse mit rund 800 Mitarbeitern im Herbst 2015 den Umzug in die für rund 100 Millionen Euro sanierte Zentrale am Raschplatz. Laut Sparkassensprecher Stefan Becker bleibt die Sparkasse jedoch Mieter in einem Teil des Erdgeschosses am Aegidientorplatzes 1.

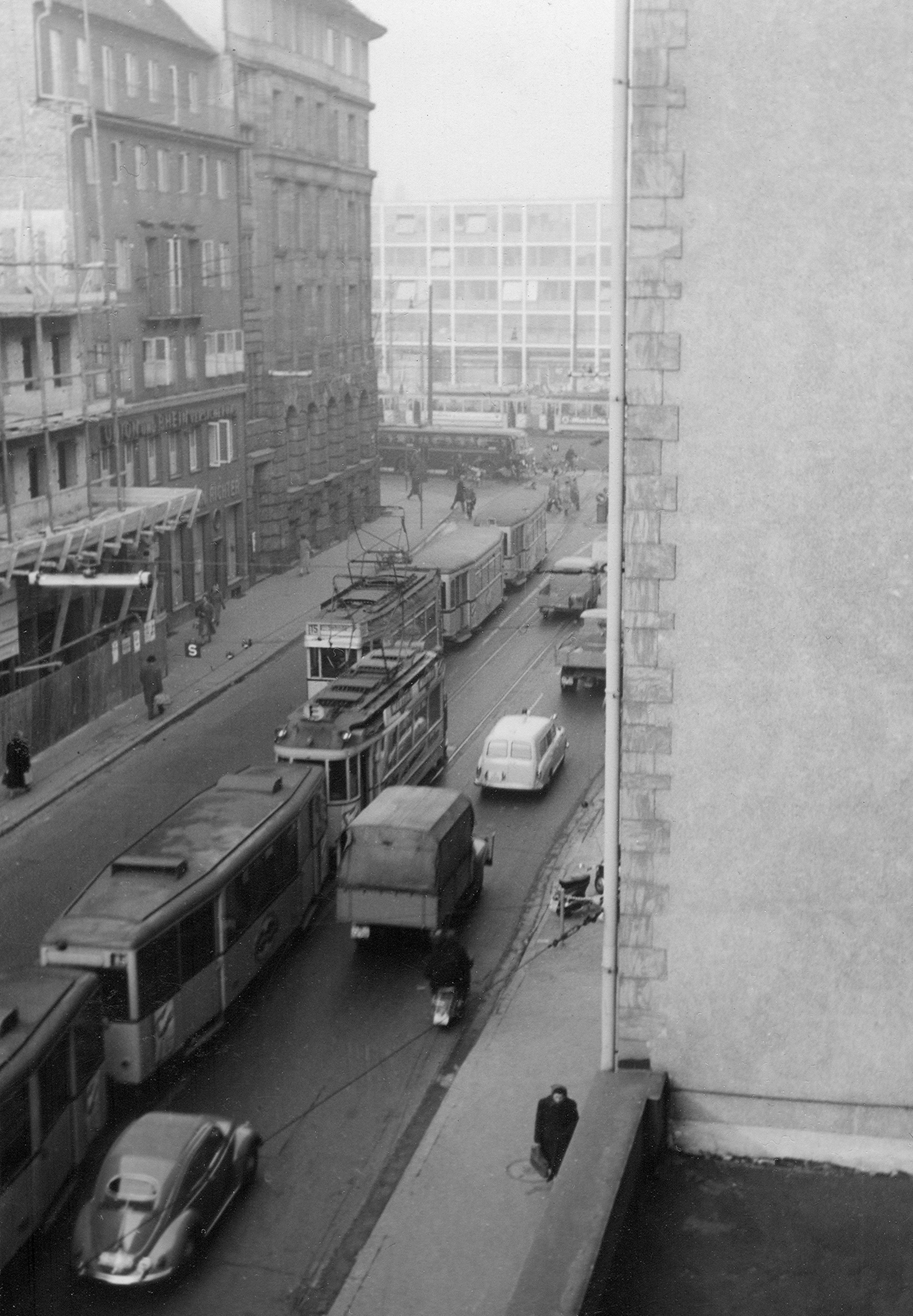
Blick um 1959 vom Bayer-Haus durch die Marienstraße in Richtung Aegidientorplatz 1
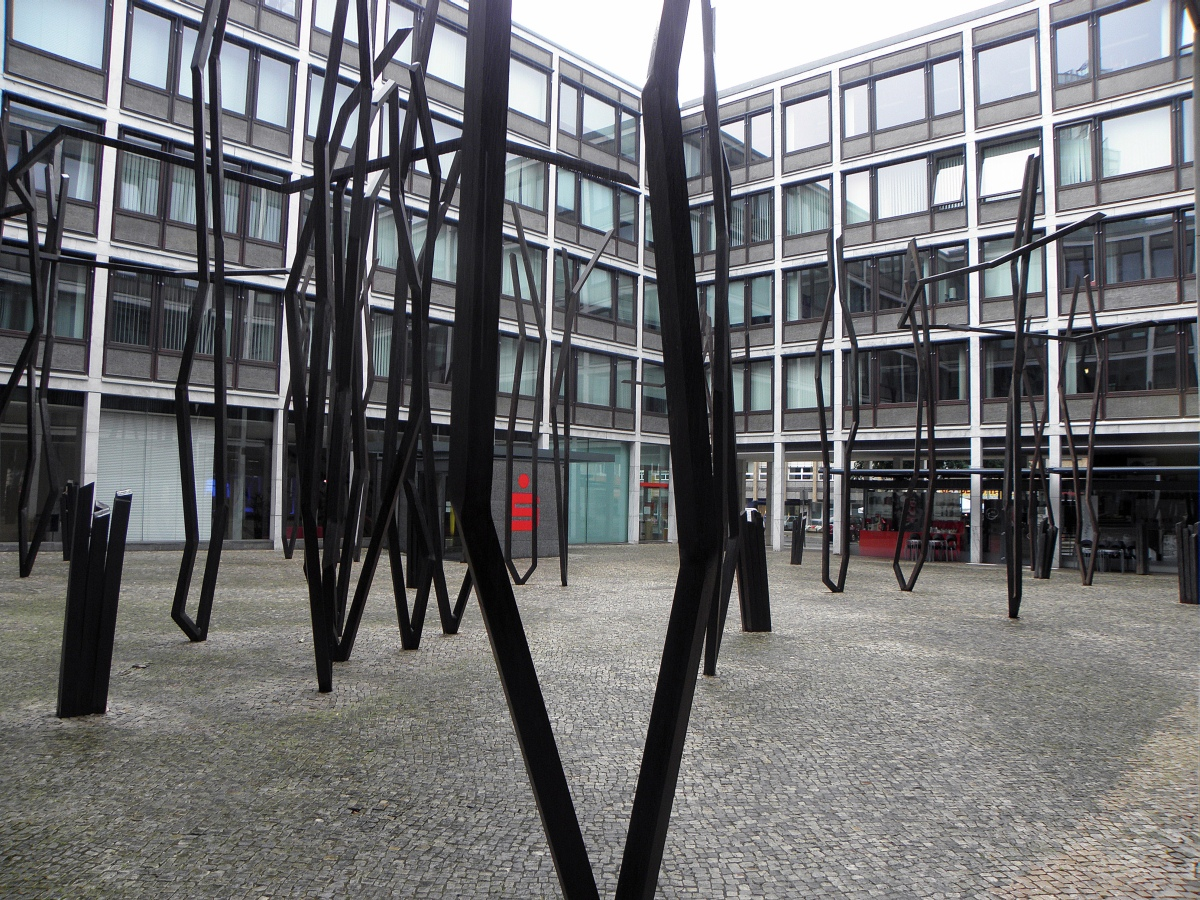
Blick in den östlichen Innenhof mit Stahlskulpturengruppe In Vent von Robert Schad
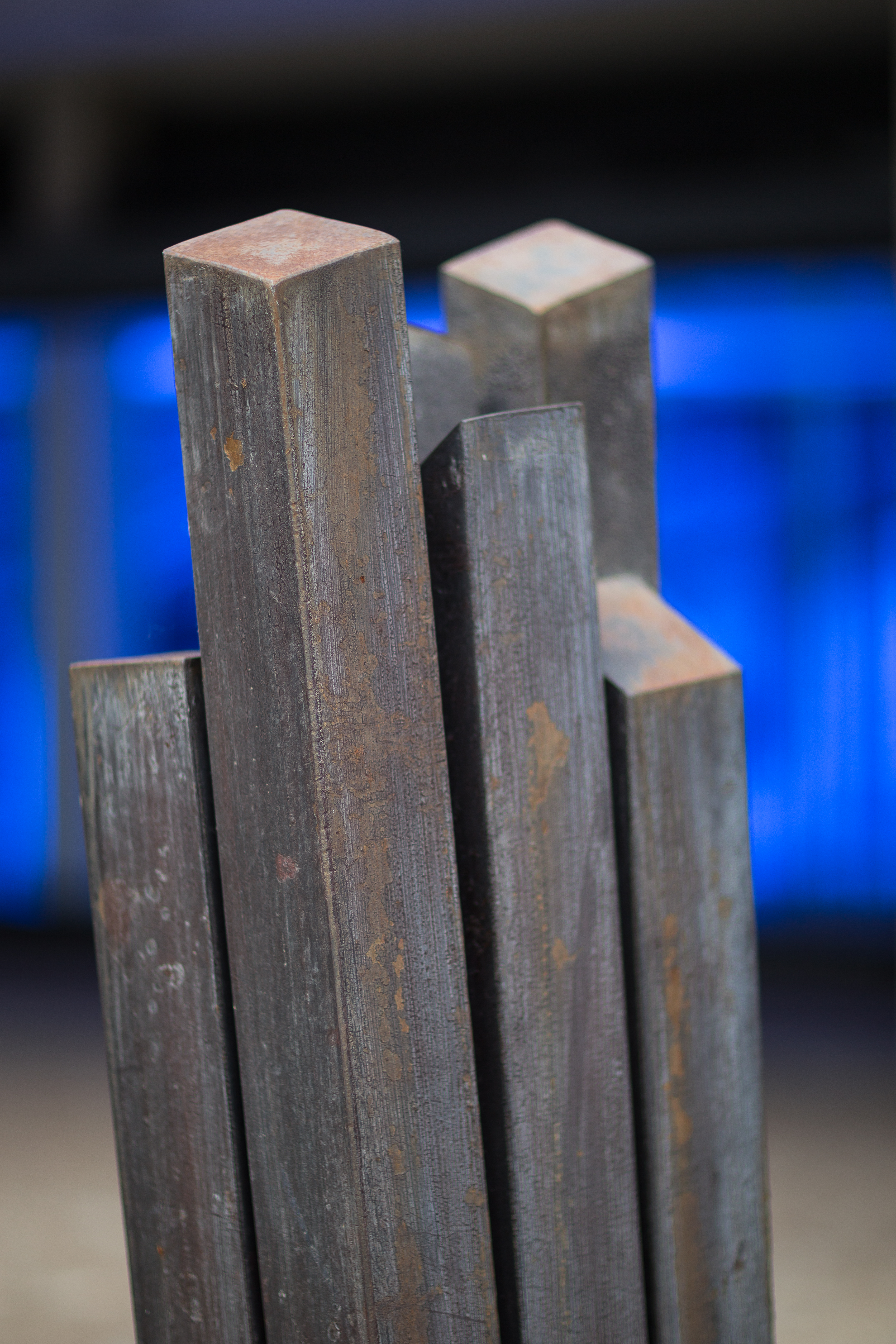
Detail von In Vent